# Bémer László
Bezdédi és kisbákai báró Bémer László (Kisbáka, 1784. április 8. – Ungvár, 1862. november 4.) nagyváradi püspök.

## Élete
Egerben, Ungváron, Szatmárnémetiben és Pesten tanult. Egerben szentelték pappá, nyolc hónapi segédlelkészkedés után kunszentmártoni plébános és kunságkerületi iskolaigazgató, később fényeslitkei esperes lett. Fokonkénti előléptetésben dulcinai választott püspök, bátmonostori apát, egri kanonok és kisprépost, azután a hétszemélyes tábla ülnöke, végül 1843-ban nagyváradi megyés püspök lett.
Haynau parancsára 1849 karácsonyán Bémer püspököt is elfogták. Haynau megígérte neki, ha lemond püspöki címéről, akkor lemondása esetén minden további eljárást megszüntetnek ellene és szabad lesz. Amikor pedig a püspök benyújtotta lemondását még aznap elfogták és Pesten 1850. március 5-én felségsértés bűnének vádjával halálra ítélték. Haynau azonban az ítéletet 20 évi vasban letöltendő várfogságra módosította. A Vatikán azonban bevetette diplomáciáját püspökei megmentésére, ennek eredményeként a büntetését száműzetésre enyhítették, Báró Bémer László Püspök viszont elvesztette jogait egyházi javaihoz és a magánvagyonát elkobozták.
Száműzetését egy Innsbruck melletti kolostorban töltötte. 1859-ben megvakult, és 1860-ban 10 év száműzetés után engedélyezték hazatérését. Előbb Sátoraljaújhelyre került, majd unokahúgához Báró Reviczky Amáliához Ungvárra, aki haláláig gondozta. 1862. november 7-én halt meg, Ungváron temették el a római katolikus templom sírboltjában. Szaniszló Ferenc nagyváradi püspök azonban nem hagyhatta, hogy neves elődje más egyházmegyében nyugodjon. Engedélyt szerzett a holttest átszállítására, és saját költségén Ungvárról Nagyváradra hozatta báró Bémer László püspök földi maradványait. 1862. december 15-én Szaniszló Ferenc püspök vezetésével, hatalmas tömeg kíséretében és részvételével a  nagyváradi székesegyház sírboltjában temették el. A dualizmus korában – 1887-ben – Nagyvárad központjában teret is neveztek el.

## Munkái
1. Rövid szólítás, melyet Szily Barnabás urhoz és b. Bémer Emilia kisasszonyhoz mint jegyesekhez… intézett. Pest, 1838
2. Sermo occasione installationis suae ad clerum et populum suum diocesanum dictus. Posonii, 1843
3. Pásztori szózat hiveihez székfoglalásakor. Uo. 1843
4. Pásztori levél IX. Pius pápától engedett búcsúról. Nagyvárad, 1847
5. Lelki vezér, vagy is: igaz ájtatosságra és erényre buzdító különféle gyakorlatok. Bécs, 1851–53, két kötet (Elmélkedések és imádságok)